# Babina Guzica
Babina Guzica je nenaseljeni otočić u hrvatskom dijelu Jadranskog mora. 
Babina Guzica je u sklopu Nacionalnog parka Kornati oko 1,5 km istočno od Smokvice Vele. Njegova površina iznosi 0,012 km². Dužina obalne crte iznosi 0,44 km. Najviši vrh visok je 18 m n/v.